# باشيم
باشيم، (أيضًا باسيمي وميشيمي) (𒁀𒋛𒈨𒆠 با سي ميكي)، كانت منطقة قديمة في جنوب بلاد ما بين النهرين. اكتُشِفت مؤخراً في تل أبو شيجة بالعراق، على بعد حوالي 7 كيلومترات من حدود العراق مع إيران (حوالي 100 كيلومتر غرب السوسه). تقع على بعد حوالي 70 كيلومترًا جنوب شرق بغداد الحديثة و60 كيلومترًا شمال مدينة العمارة الحديثة. تتوافق منطقة باشيمي مع منطقة التفاعل بين بلاد ما بين النهرين وعيلام وتم احتلالها من فترتي عبيد وأوروك في الألفية الرابعة قبل الميلاد حتى الفترة البابلية القديمة في أوائل الألفية الثانية قبل الميلاد. وكان إلهها الوصي شودا. تُعرف المدينة من النصوص بأنها كانت تحد نظام حكم هوهنور القديم (ربما تابه بورمي). يُعتقد أن مدينة باشيم كانت تقع على الخليج العربي الذي كان يمتد في ذلك الوقت إلى الشمال.

## التاريخ
تظهر الاكتشافات الفخارية أن الموقع كان مأهولاً بداية من فترة العبيد والأوروك (الألفية الرابعة قبل الميلاد)، مروراً بفترة الأسرات المبكرة وانتهاءً في الفترة البابلية القديمة (أوائل الألفية الثانية قبل الميلاد). أفاد إياناتوم (حوالي 2500 قبل الميلاد)، حاكم فترة الأسرات المبكرة من أسرة لكش الأولى، عن إقالة باشيم (ماسيمي) إلى جانب تدمير الأنظمة السياسية القريبة في أوروا وأروا وكذلك قتل حاكم أوروا. في هذه الفترة أيضًا، يُدرج النص اثنين من العبيد الذين تم إرسالهم إلى ألولو، الوزير (سوكال) في باشيم. ويذكر نص آخر تسليم البيرة إلى باسيمي (ماسيمي)، ولكش، ونينجين. تُعرف باسيمي في نصوص من فترة أور الثالثة عندما كانت إحدى الحاميات العسكرية التي احتفظت بها الإمبراطورية. وكانت أيضًا محطة طريق إلى سوسة، في ذلك الوقت كانت منطقة خوزستان تحت سيطرة أور. في عهد حاكم أور الثالث شو سين (حوالي 2037-2028 قبل الميلاد) من المعروف أن الحاكم العسكري لباشيمي كان أراد-نانا. حاكم أور الثالث شولجي (حوالي 2094–2046 قبل الميلاد)، في السنة الثامنة والأربعين من حكمه، تزوج ابنته تارام أولجي، من حاكم باشيم، سوددا باني.
المدينة معروفة من عدة مصادر في فترة إيسين-لارسا التالية. «ترنيمة إشبي إيرا الملكية» لإشبي-إيرا، أول حاكم لسلالة إيسين، تذكر باشيمي على أنها «باسيمي على ساحل البحر». أفاد حاكم لارسا غونغونوم، باسم عامه الثالث «دمر عام باشيم» بمهاجمة باسيمي. أفاد اسمه في عامه الخامس «عام تدمير أنشان» بمهاجمة آنشان مما يشير إلى أن هذا كان جزءًا من حملة غربية قام بها لارسا. ومن المعروف أيضًا أن باسيمي كان نشطًا في فترة سلالة سيلاند الأولى.

## تاريخ التنقيب

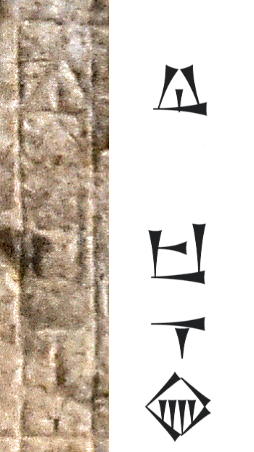
اسم باشيم (ba-si-me^{KI}) على شاهدة إلشو-رابي

خلال فترة احتلالها، كان الموقع على شاطئ الخليج العربي الذي كان يمتد في ذلك الوقت إلى الشمال. تبلغ مساحتها حوالي 18 هكتارًا، وتتكون من ثمانية تلال يصل ارتفاعها إلى 6 أمتار كحد أقصى فوق السهل. تعرض الموقع لأضرار بسبب المعسكرات العسكرية خلال الحرب الإيرانية العراقية، ويمكن العثور على بعض مقابر الفترة الإسلامية على مستوى السطح.
نقب في الموقع في عام 2007 فريق من هيئة الآثار والتراث العراقية برئاسة أ. محمد وه.أ. حمزة. نقب في ثلاث مناطق (أ على الحافة الشمالية الشرقية للتل، ب في القسم الأوسط من الموقع، و (ج) في الجنوب) مع التركيز على المنطقة أ. في المنطقة (ب)، حفر خندق مدرج، وكشف عن أربعة مستويات احتلال تتراوح من فترة الأسرات المبكرة إلى الفترة البابلية القديمة، مع شظايا فخارية من فترتي عبيد وأوروك السابقتين. عثر على عدد من تماثيل الطين لحيوانات، وإناث عاريات، و«شظايا سرير مقولبة تظهر أزواجًا في موقف جنسي». كانت المنطقة (ج) عبارة عن مربع بمساحة 10 أمتار في 10 أمتار وفيها مستوى إشغال واحد على مرحلتين وتضم قبرًا مسقوفًا مقوسًا.
حدد مستويان للاحتلال (المستوى 2 والمستوى 1 السابق) في المنطقة (أ)، تميّز المستوى الأخير بمنصة كبيرة من الطوب اللبن والمستوى السابق بمراحل متعددة. في المنطقة (أ)، في المستوى السابق، عُثِر على معبد للإله شودا كان ذا جدران مائلة إلى الداخل وجدار سياج منحني بسمك متر واحد. وعُثِر على مقبس باب منقوش باللغة الأكادية القديمة يعود تاريخه إلى فترة أور الثالثة، في المرحلة الأدنى من المستوى الأول وسجل بناء الباب المؤدي إلى معبد شودا.
اكتشف شاهدة من المرمر باللونين الرمادي والأبيض في المنطقة (أ) من تل أبو شيجا، منقوشة باللغة الأكادية القديمة، باسم إلشو-رابي، الذي يحمل نفس اسم إلشو-رابي حاكم باسيم في نقش مسلة مانيشتوشو وهو يُعتقد أنه من المحتمل أن يكون ابن مانيشتوشو، الحاكم الثالث للإمبراطورية الأكدية. عثر على الشاهدة مدمجة في الحائط حيث ركبت ثم لصقت في فترة لاحقة بعد أن فقدت أهميتها. يقول النقش الموجود على الشاهدة: